# ひみつの階段
『ひみつの階段』（ひみつのかいだん）は、紺野キタによる日本の漫画作品。連載は1998年に終わったが、エピソードが都度追加されている。

## 概要
祥華女学院という学校の寄宿舎を舞台とした短編連作。短編第1話のタイトルが、シリーズの表題になっている。
特定の舞台で、時間の合間を埋めるように連載されることで、時系列がシャッフルされている。さらに舞台の特性によって、時間法則が無視され、過去や未来が繋がって異なる世代の少女同士が邂逅してしまうこともある。個々の短編は断片的でバラバラだが、『パズル』にてつながる。

## 単行本
3レーベルから出ており収録作が異なる。
- 偕成社ファンタジーコミック2巻
- ポプラ社POPLARコミックス2巻
  - ひみつのドミトリー1巻
- ポプラ社 PIANISSIMO COMICS2巻 2009年時点での完全版。電子版が存在する。

以下は完全版後の追加エピソードを収録したもの。
- ひみつの階段 reunion（2012年の同人誌。2019年に増補版、2020年にpixivBOOTHで電子販売）『ひみつの階段 reunion』『ひみつの階段 男子校edition』の2編
- つづきはまた明日 第4巻 『li'l flowers』『Tiny Tiny Girl』の2編を収録。『ひみつの階段』と題されていないが舞台が共通する。

## エピソード一覧
発表順に列挙する。基準年＝風間夏が高等部に入学した年とする。
| タイトル                   | 時系列             | 主人公                     | その他主要人物                     |
| -------------------------- | ------------------ | -------------------------- | ---------------------------------- |
| ひみつの階段               | 基準年の5月        | 夏1年                      | まりえ1年、階段少女                |
| 印度の花嫁                 | 基準年の創立祭前   | まりえ1年（過去中2）       | 夏1年、竹井1年（過去中2）          |
| 春の珍客                   | 1年後              | 三島2年                    | 座敷童子、亜矢子舎監               |
| ねこの星座                 | 基準年の夏休み     | 夏1年                      | ダニエル、三島1年、まりえ1年       |
| 物語をきかせて             | 10年以上前         | 亜矢子1年                  | みゆき1年、階段少女                |
| 日曜日                     | 基準年             | 夏1年                      | まりえ1年                          |
| 四月天使                   | 1年前の4月         | まりえ中3                  | すず高2                            |
| 魔法の庭                   | 基準年             | 夏1年                      | ゆりこ                             |
| 冒険はおわらない           | 基準年の創立祭前日 | 亜矢子舎監、杏堂みゆき     | 夏1年                              |
| 本日休館                   | 基準年の冬         | まりえ1年                  | 座敷童子、三島（過去）             |
| 乙女は祈る                 | 昔                 | まゆり3年                  | 碇先生、さつき3年                  |
| GIFT                       | 2年前              | 竹井中2                    | 三島中2、ますみ中3、花野1年        |
| わかれ道                   | 基準年             | 奈里子主婦（過去）         | 亜矢子舎監（過去）                 |
| SeeYou                     | 昔                 | 滋子先生                   | 座敷童子                           |
| 華胥の国に遊び             | 1年後              | 佐伯1年                    | 夏2年、平松3年、階段少女           |
| 学園祭に行こう             | 基準年             | 黄菜1年、まりえ1年         | 夏1年、三島1年、竹井1年、黄菜兄2年 |
| Diary〜ダイアリー〜        | 基準年             | DD1年                      | 烏丸2年、平松2年、でろみ1年        |
| パズル                     | 数年後             | 菜々実1年                  | 佐伯、階段少女、亜矢子舎監         |
| 遠い約束                   | 基準年の創立祭当日 | スーツの成人男性           | 夏1年                              |
| MAZE                       | 10年以上前         | 亜矢子1年、みゆき1年       |                                    |
| もうひとつの学園祭に行こう | 基準年             | 黄菜兄2年                  | 黄菜1年                            |
| reunion                    | 基準年or翌年       | ―                          | 夏世代の主要人物                   |
| 男子校edition              | 基準年or翌年       | 毬彦、夏生、男三島、黄菜太 |                                    |
| li'l flowers               | 未来               | 朔1年                      | 麻子1年、亜矢子舎監                |
| Tiny Tiny Girl             | 未来               | 佐藤1年                    | 池1年、朔1年、亜矢子舎監           |

## あらすじ
山口亜矢子は、学院と寄宿舎に伝わる奇談に興味を持ち、「奇談倶楽部」を立ち上げる。自身ではなかなか体験できないことを悩んでいたが、新たな友人と共に「存在しないはずの階段にいる少女」と出会う。
およそ10年後、亜矢子は教師・舎監として学院寄宿舎に戻って来ていた。同じころ、高等部から寄宿舎入りした風間夏は、B館26号室の社交場へと時を超えて迷い込んだり、「階段」を経験する。どうやら夏は奇談と出会いやすいようである。夏は創立祭の音劇『星の王子様』の練習に励む。
そして夏も卒業していなくなり、生徒の顔触れは変わる。校舎と寄宿舎はそのままで、教師たちだけが歳を重ねていく。

## 主な登場人物
風間夏・花田鞠絵・三島希早・竹井千草の4人が1年のときの、寄宿舎A館B館でのエピソードが多い。夏とまりえはB館26号の4人部屋で同室、三島と竹井はA館の二人部屋で同室である。
風間夏（かざま なつ）
登場エピソード：多数
高等部から入学した。合唱部に所属し、1年の創立祭の音劇で『星の王子様』を演じる。寄宿舎の部屋はB館26号室（まりえ・直ちゃん・しーちゃんと同室）で、時間を超えた社交場にも何度も出入りしているが、出たとたんに記憶が曖昧になる。
花田毬絵（はなだ まりえ）
登場エピソード：多数
中等部2年から編入。当初は個室、3年では竹井たちと同室、高等舎ではB館26号室（夏たちと同室）。図書委員。三島とは相性が悪くしばしば衝突する。ピアノが弾け、1年の創立祭の音劇では伴奏を担当。
三島希早（みしま きさ）
登場エピソード：多数
中等部から祥華の寄宿舎で生活している。中等舎では多数部屋（竹井が室長）、高等舎ではA館で竹井と二人部屋。容姿から宝塚的な人気があるが、不愛想で鈍感。まりえとは相性が悪くしばしば衝突する。
竹井千草（たけい ちぐさ）
登場エピソード：多数
中等部から祥華の寄宿舎で生活しており、なじめずにいたまりえや三島の面倒をよく見ていた。中等舎では多数部屋の室長、高等舎ではA館で三島と二人部屋。
山岸黄菜（やまぎし きな）
登場エピソード：多数（ほぼ脇役だが、学園祭に行こうではメイン）
自宅通学しており、寄宿舎生活に憧れている。男子校の「一高」に通う兄がいる。
大西洋海（おおにし ひろみ）「DD」
登場エピソード：Diary〜ダイアリー〜（D館唯一のエピソードで主役）
高等部から入学。寄宿舎「D館の2人目のひろみ」ということで「DD」と呼ばれるようになる。部屋は烏丸弓子と二人部屋。従姉の大西叶子がOGで、制服のタイを譲られ着用している。
平松ゆうか（ひらまつ ゆうか）
登場エピソード：Diary〜ダイアリー〜、reunion、華胥の国に遊び
奇談倶楽部の部長。DDや佐伯に奇談倶楽部を紹介する。活動熱心ではあるが適性がないらしく、不思議には出会えずにいる。
栗原すず（くりはら すず）
登場エピソード：四月天使など
生徒会・美作花野会長下での副会長。高等部2年まではB館26号に居住（美作花野、高砂円と同室）。祖母が前理事長。B館26号社交場にもいる。ふわふわの栗毛をしており、『四月天使』にて髪を切ったが、また伸ばしている。
佐伯（さえき）
登場エピソード：パズル、華胥の国に遊び
高等部から入学。部屋はB館。霊感があるようだが、怪談が苦手。合唱部（音楽部）に所属し、夏の後輩で、菜々実の先輩にあたる。
菜々実（ななみ）
登場エピソード：パズル
風間夏と同じ「なっちゃん」の愛称で呼ばれる。父子家庭の娘で、父の海外赴任に伴い祥華の寄宿舎入りしているが、父の帰国が決まったのであとわずかで転校することになる。部屋はB館26号室（まこちゃん他2人と同室）で、時間を超えて夏と同調しやすいようである。
山口亜矢子（やまぐち あやこ）
登場エピソード：多数
現舎監、英語教師。教師になってからは眼鏡をかけており、また時系列最新の『li'l flowers』では髪が伸びている。
学生時代は寄宿舎生で、奇談倶楽部を創設した人物。当初は素質があまりないと悩んでいたが、「階段」や「迷路」を経験し、猫も見えるなど、体験は多い。B館26号社交場にも出入りしているが、そのときの記憶は消えているようである。
安藤みゆき（あんどう みゆき）
登場エピソード：物語をきかせて、冒険はおわらない、MAZE、ほか
現在は少女小説家「杏堂みゆき」。著書は祥華の生徒の間で人気が高い。
学生時代は自宅生で、眼鏡をかけていて、奇談倶楽部に所属。
真木さん（まきさん）
登場エピソード：物語をきかせて、ほか
亜矢子の先輩で、生徒会副会長、奇談倶楽部の部員。本編では脇役にすぎないが、B館26号社交場では中心にいる。
富田滋子（とみた しげこ）
登場エピソード：SeeYou、ほか多数
現舎監。寄宿舎の最古参。
篠原まゆり（しのはら まゆり）
登場エピソード：乙女は祈る
一ノ瀬さつきと二人部屋。碇先生とのラブロマンスが、次世代にも語り継がれる伝説となった。
「ダニエル」
登場エピソード：ねこの星座
まりえの従弟（祥華OGである冴子叔母の子）で、推定小学生の男子。名前は夏に名乗った自称で、本名は聖（きよし）。家出して、夏休み帰省で空になったまりえの寄宿舎部屋（B館26号）にもぐり込んだところで、夏期講習で残っていた夏や三島と友人になる。かんぴょうが見える。
階段の少女
登場エピソード：物語をきかせて→ひみつの階段→華胥の国に遊び→パズル
火事で焼け落ちたはずの存在しない階段と、そこで足をくじいている少女。一緒に階段を上りきると、元の場所に戻って少女は姿を消しているという、寄宿舎の名物怪談。祥華OGである「古典の酒井先生」の学生時代の姿であるらしいことが示唆されている。
表題作から登場しており、世代の異なる亜矢子＆みゆき、夏、佐伯、菜々実を繋いで、バラバラの短編ストーリーに軸を通す重要人物。
謎の少女（座敷童子）
登場エピソード：春の珍客、SeeYou、本日休館、reunion
『春の珍客』では、帰省した竹井の部屋に入り込んで成り代わっていた。時間を無視して現れては姿を消す。正体はわからない。
かんぴょう
登場エピソード：ねこの星座、reunion、華胥の国に遊び、Tiny Tiny Girl
猫の幻影。見える者にだけ見える。A館では「キャラメル」、B館では「かんぴょう」と呼ばれている。佐藤からは「エア」と名付けられる。
秋吉朔（あきよし さく）
登場エピソード：li'l flowers、Tiny Tiny Girl
麻子と同室（A館208号室）、佐藤と同クラス。ドライな性格できっちりしている。
宇野麻子（うの あさこ）
登場エピソード：li'l flowers
朔と同室（A館208号室）で、クラスは異なる。賑やかな性格で、片付けができない。
佐藤（さとう）
登場エピソード：Tiny Tiny Girl
池と同室、朔と同じクラス。小柄で存在感が薄い。猫が見え、「エア」と名付ける。
| 年代         | 人物 | 備考 |
| ------------ | --- | ---- |
| さらに昔     | 酒井先生 |      |
| 昔           | 篠原まゆり、一ノ瀬さつき                                                                                               |      |
| 1学年上      | 真木さん |      |
| ＋10学年以上 | 山口亜矢子、安藤みゆき、奈里子                                                                                         |      |
| ＋2学年      | 美作花野、栗原すず、高砂円                                                                                             |      |
| ＋1学年      | 清原ますみ、烏丸弓子、平松ゆうか                                                                                       |      |
| 基準世代     | 風間夏、花田鞠絵、三島希早、竹井千草、直ちゃん、しーちゃん、山岸黄菜、大西洋美（DD）、渡瀬ひろみ（でろみ）、五十嵐さや |      |
| －1学年      | 佐伯 |      |
| －3学年？    | 菜々実、まこちゃん |      |
| 最新世代     | 朔、麻子、佐藤、池 |      |